# Governatorato di Vil'na
Il governatorato di Vil'na (in russo Виленская губерния?, Vilenskaja gubernija) o governatorato di Vilna era una gubernija dell'Impero russo creato dopo la Terza spartizione della Confederazione Polacco-Lituana nel 1795 e unito al Kraj Nord-Occidentale. La sede era nella città di Vilna.

## Nome e cambiamenti territoriali
Il governatorato di Slonim fu unito a quello di Vil'na per ordine dello zar Paolo I, il 12 dicembre 1796. Da allora, il nuovo Governatorato di Lituania comprese all'incirca tutti i territori dell'ex Voivodato di Vilnius, di Trakai e della Samogizia nel Granducato di Lituania. Fu conosciuto come Governatorato di Lituania fino al 1801, quando fu diviso nel governatorato di Lituania-Vil'na e nel governatorato di Lituania-Grodno per ordine dello zar Alessandro I il 9 settembre 1801. Nel 1840 il nome tornò ad essere "governatorato di Vil'na"; la sua parte occidentale fu staccata per andare a formare il Governatorato di Kovno nel 1843. Il territorio del governatorato rimase immutato fino alla prima guerra mondiale; una parte di esso fu poi inclusa nell'Area Amministrativa di Wilna dell'Ober Ost, istituito dall'Impero tedesco occupante.

## Geografia antropica

### Suddivisioni amministrative
Il governatorato di Vil'na (1801-1843) aveva undici uezdy:

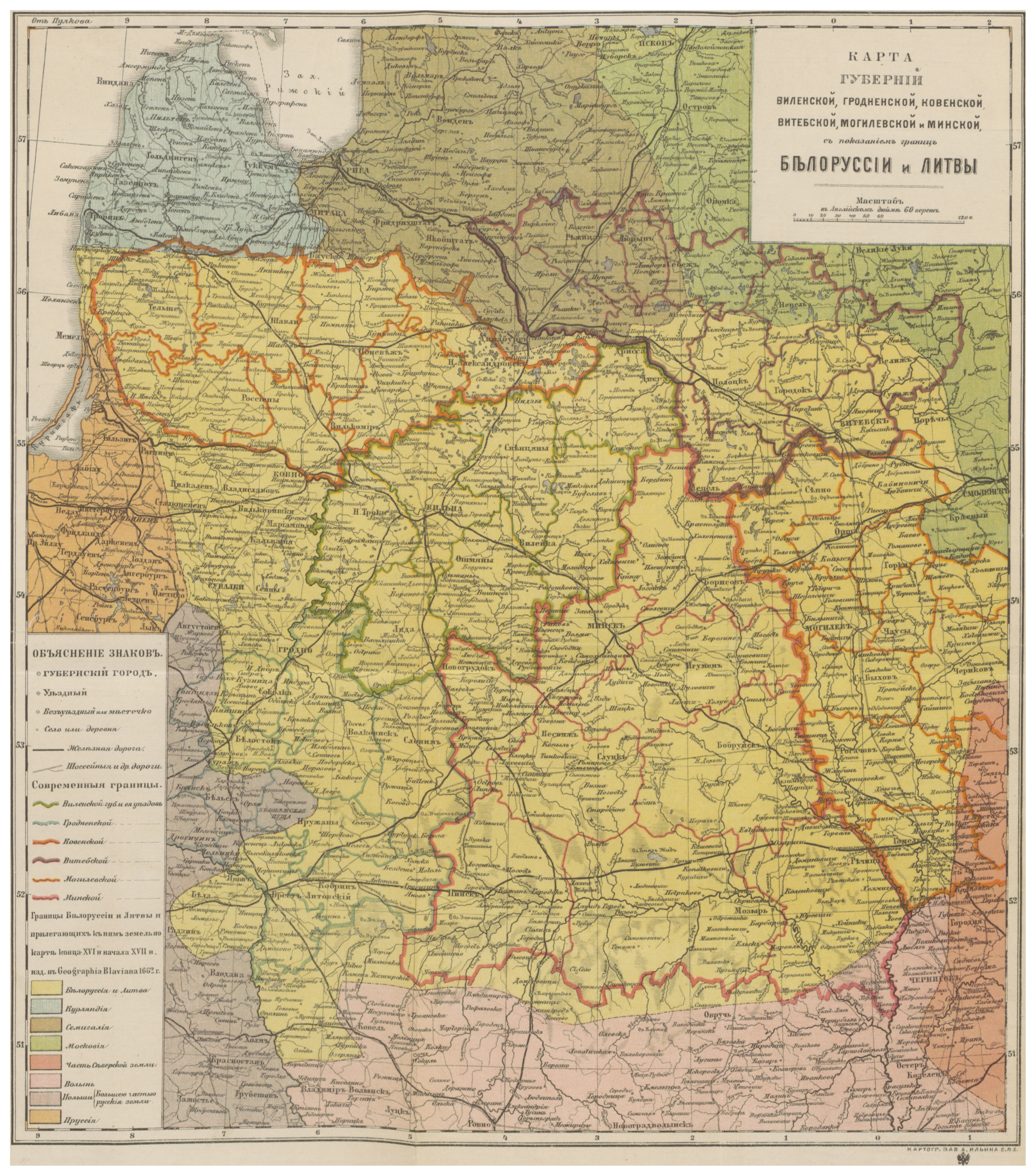
Gubernie occidentali della Bielorussia e della Lituania.

| Uezda                                 | Capoluogo                   |
| ------------------------------------- | --------------------------- |
| Braslavskij (poi Novoaleksandrovskij) | Novoaleksandrovsk (Zarasai) |
| Kovenskij                             | Kovno (Kaunas)              |
| Ošmjanskij                            | Ošmjanij (Ašmiany)          |
| Rossienskij                           | Rossienij (Raseiniai)       |
| Telševskij                            | Telši (Telšiai)             |
| Trokskij                              | Troki (Trakai)              |
| Upitskij (poi Ponevežskij)            | Upity (Upytė)               |
| Šavelskij                             | Šavli (Šiauliai)            |
| Vilenskij                             | Vilna (Vilnius)             |
| Vilkomirskij                          | Vilkomir (Ukmergė)          |
| Zavilejskij                           | Sventyany (Švenčionys)      |

## Demografia (1904)
| Nazionalità | Percentuale |
| ----------- | ----------- |
| Bielorussi  | 56%         |
| Lituani     | 17,5%       |
| Ebrei       | 12,7%       |
| Polacchi    | 8%          |
| Russi       | 5%          |
| Tatari      | 0,14%       |